# 玩具當家
玩具當家（法文片名：Le nouveau jouet）是一部 2022 年的法國喜劇電影，由詹姆斯·胡斯執導，賈梅·德布茲與丹尼爾·奧圖主演。翻拍自1976年法國導演法蘭西斯·韋伯的經典喜劇電影Le Jouet。這是該劇本影史上的第三次翻拍，第二次翻拍是在1982年由美國導演李察·唐納執導，脫口秀喜劇演員李察·普瑞爾主演的《The Toy》。

## 劇情簡介
菲利普·艾蒂安是法國最富有的艾蒂安集團負責人，自從一年前妻子去世之後，便封閉自己的情感埋首於工作當中，和唯一的兒子亞歷山大彼此間也始終保持距離。亞歷山大衣食無缺，任性妄為，卻只能一個人處在豪華卻孤獨的世界。
樂天開朗的薩米和妻子愛麗絲居住在巴黎市郊的老舊社區，為了迎接他們即將出生的第一個孩子，游手好閒的薩米不得不在百貨公司找了一份夜間保全的工作。
在亞歷山大生日這天，菲利普·艾蒂安包下打烊後的整棟百貨公司，讓他挑選自己想要的生日禮物；而誰也沒想到，亞歷山大竟然選上在打混摸魚被抓包的「薩米」作為他的生日禮物。驕縱跋扈的豪門小少爺對上一痞天下無難事的小蝦米百姓，兩個家庭的生活將迎來翻天覆地的改變。

## 演員列表
- 賈梅·德布茲（Jamel Debbouze）：薩米
- 丹尼爾·奧圖（Daniel Auteuil）：菲利普·艾蒂安
- 西蒙·法柳（Simon Faliu）：亞歷山大·艾蒂安
- 愛麗絲·貝萊迪（Alice Belaïdi ）： 愛麗絲
- 薩利姆·基薩里（Salim Kissari）：尚·路易
- 安娜·切爾文卡（Anna Cervinka）：蕾雅
- 洛朗·聖熱拉爾（Laurent Saint-Gérard）：亨利
- 吉爾·科恩（Gilles Cohen）：普吉耶先生
- 馬赫迪·阿拉維（Mahdi Alaoui）：阿智

## 外部連結
- Allociné上《（页面存档备份，存于） 玩具當家]》的資料（法文）
- 網際網路電影資料庫（IMDb）上《玩具當家》的資料（英文）
- 開眼電影網上《玩具當家》的資料
- Yahoo奇摩電影上《玩具當家 （页面存档备份，存于）》的資料
- 豆瓣電影上《玩具當家 （页面存档备份，存于）》的資料
- 時光網上《玩具當家》的資料